# フランス全国選手権
フランス全国選手権（フランス語: Championnat de France de football de National = シャンピョナ・ドゥ・フランス・ドゥ・フットボル・ドゥ・ナショナル）(フランス語発音: [ʃɑ̃pjɔna də fʁɑ̃s də futbol də nasjɔnal])は、フランスにおける男子サッカーの3部リーグである。シャンピオナ・ドゥ・フランス・ナシオナルやナショナル（National）、またはディヴィジョン3（Division 3）と表記されることも多い。 位置としてはリーグ・アンとリーグ・ドゥの下位リーグ、フランス全国選手権2の上位リーグという位置付けである。

## 開催方式
現在は18のクラブがそれぞれ2回、互いの本拠地で試合を行い（ホーム&アウェイ方式）順位を決定する。
シーズン終了後、リーグ・ドゥの下位の2クラブとフランス全国選手権の上位の2クラブが自動的に入れ替わり、リーグ・ドゥの16位のクラブとフランス全国選手権の3位のクラブは入れ替え戦を行い勝者はリーグ・ドゥ、敗者はフランス全国選手権にて翌シーズンを戦う。
またその際同じようにフランス全国選手権の下位の3クラブと自動的にフランス全国選手権2の各グループ1位のクラブも自動的に入れ替わる。
2012年、欧州経済の混迷を背景に財政面で逼迫したクラブが債務超過に陥るケースが相次いだ事から、2013-14シーズンから参加チームを20から18に減らし、リーグの規模を縮小することが決定された。
そのため、2012-13シーズンは下位6クラブが自動的に降格する予定であったが、フランス全国選手権5位のFCルーアン、リーグ・ドゥからの降格チームであるル・マンFCとCSスダンの3チームが財政上の理由により下位リーグへの降格処分となったため、下位3クラブのみが自動降格した。
2023-24シーズンはリーグ・ドゥのクラブが18クラブに削減されるため上位2位までが自動昇格となり、リーグ・ドゥの18位のクラブとフランス全国選手権の3位のクラブ間の入れ替え戦は行われなかった。
2024-25シーズンは財政上の理由によりリーグ・ドゥからフランス全国選手権への降格が決まっていたジロンダン・ボルドーが
フランス全国選手権2への更なる降格処分をDNCG（経営管理総局）より言い渡されたため変則的に17クラブで行う事になった。
またこれに伴いフランス全国選手権2への降格枠は当初予定されていた3枠から2枠へと削減された。
なお、リーグ・ドゥより降格してきたクラブには財政上の問題などの特別な理由がない限り2年間だけプロとしての活動が認められる。このためフランス全国選手権はプロとアマが混在するリーグとなっている。なおこの2年間の間に4部に当たるフランス全国選手権2に降格することになった場合は規定によりプロチームの活動が認められなくなる。

## 歴史
フランスでプロサッカーが誕生して以来1970年までは2部リーグでも財政上の問題を抱える以外は下部リーグに降格することはなく、それはシーズンを最下位で終えても同じであった。プロとアマは明確に区別されていた。しかし、1960年代になるとプロとしての地位を捨てリーグから脱落するクラブが後を絶たず、それを補填するためにアマチュアの中でも有力なクラブに対してプロの資格を与え2部リーグへの参戦を促すようになった。これに対してはディジョンFCOやガゼレク・アジャクシオのようにアマチュアリズムを追求するクラブからは昇格を拒否する動きもあった。
そして1970年にフランスサッカー連盟（FFF）とフランスプロサッカー連合会（現在のLFP）はリーグ編成に着手する。すなわちプロとアマの垣根は撤廃され、2部リーグはオープン化されプロ・セミプロ・アマチュアが混在するリーグとなった。だがこれは著しくリーグの質を低下させてしまい逆にフランスサッカー界における足枷となってしまった。
長らく続くこうした状況を打破するために1992年に大規模な改革を打ち立てた。1992-93シーズンまではプロ20クラブからなるディヴィジョン1、プロアマ混在の18クラブ2グループからなるディヴィジョン2、アマとプロのリザーブチームの16クラブ3グループからなるディヴィジョン3、アマの14クラブ8グループからなるディヴィジョン4に分かれていたが、これを1993-94シーズンよりディヴィジョン2とディヴィジョン3の間に新たにフランス全国選手権1を設立し、ディヴィジョン2の各グループ12位以下の14クラブをディヴィジョン3への降格の代わりに転籍させた。
これにディヴィジョン3の各グループ上位の内参加表明を行った22クラブを加えた36クラブが初年度（1993-94）のフランス全国選手権1参加メンバーとなり18クラブずつ2グループで行われる事となり、またリーグのシステムは旧ディヴィジョン2を参考にしたため各グループ上位2クラブがディヴィジョン・ドゥへ昇格、下位3クラブが4部リーグへ降格という形式を踏襲する事になった。また、フランス全国選手権1の新規創設に伴ってかつてのディヴィジョン3に代わる第4層の国内選手権としてフランス全国選手権2、ディヴィジョン4に代わる第5層としてフランス全国選手権3がそれぞれ改称されて新規に設立された。
1997年、フランス全国選手権1から現在の名称であるフランス全国選手権へと最改称。これと同時に1997-98シーズンより2グループ制が廃止となった。
2025年1月16日、フランスサッカー連盟会長のフィリップ・ディアロが記者会見を開き、2026-27シーズンよりプロリーグのリーグ・トロワを創設すると発表した。

## 所属クラブ
2024-25シーズン
前シーズン最終順位順、括弧内はホームタウン所在地。▼はリーグ・ドゥからの降格クラブ、△はフランス全国選手権2からの昇格クラブ。
| クラブ                                      | 本拠地                           | スタジアム                         | 収容人数 |
| ------------------------------------------- | -------------------------------- | ---------------------------------- | -------- |
| USクヴィイー＝ルーアン・ メトロポール▼      | ル・プティ＝ クヴィイー          | スタッド・ロベール＝ディオション   | 8,372    |
| USコンカルノー▼                             | コンカルノー                     | スタッド・グイ＝ピリウ             | 2,539    |
| ヴァランシエンヌFC▼                         | ヴァランシエンヌ                 | スタッド・ドゥ・エノー             | 25,000   |
| ディジョンFCO                               | ディジョン                       | スタッド・ガストン・ジェラール     | 15,459   |
| ル・マンFC                                  | ル・マン                         | スタッド・マリー・ マルヴァン      | 25,064   |
| ASナンシー＝ロレーヌ                        | ナンシー                         | スタッド・マルセル＝ ピコー        | 20,087   |
| FCルーアン1899                              | ルーアン                         | スタッド・ロベール＝ディオション   | 8,372    |
| FCソショー＝ モンベリアル                   | モンベリアル                     | スタッド・オーギュスト＝ボナール   | 20,005   |
| FCヴェルサイユ78                            | ヴェルサイユ                     | スタッド・ジャン＝ ブーアン        | 19,904   |
| USオルレアン・ロワレ                        | オルレアン                       | スタッド・ドゥ・ラ・スルス         | 6,863    |
| ニーム・オリンピック                        | ニーム                           | スタッド・デ・アントナン           | 8,033    |
| LBシャトールー                              | シャトールー                     | スタッド・ガストン＝プティ         | 14,500   |
| FCヴィルフランシュ・ ボジョレー             | ヴィルフランシュ＝シュル＝ソーヌ | スタッド・アルマン＝ショフェ       | 3,500    |
| オーバーニュFC△                             | オーバーニュ                     | スタッド・ドゥ・ラトル＝ド＝タシニ | 3,000    |
| パリ13アトレティコ△                         | パリ                             | スタッド・ペレ                     | 995      |
| USブローニュ・ コートドパール△              | ブローニュ＝ シュル＝メール      | スタッド・ドゥ・ラ・リベラスィヨン | 9,534    |
| フットボル・ブール＝カン＝ブレス・ペロナ01△ | ペロナ                           | スタッド・マルセル＝ヴェルシェール | 8,840    |

## 歴代優勝クラブ
- ☆印が2部へと昇格。

| 年次          | 優勝                | 準優勝              | 3位                | 下部リーグ降格 |
| ------------- | ------------------- | ------------------- | ------------------ | --- |
| 1993-94(Gr.A) | ギャンガン☆         | アミアン☆           | クレテイユ         | エヴリー、シェルブール、アンスニ |
| 1993-94(Gr.B) | シャトールー☆       | ペルピニャン☆       | リヨン＝デュシェル | アルル、ヌヴェール、アヌシー |
| 1994-95(Gr.A) | ロリアン☆           | ポワティエ☆         | ブリヴ             | ブールジュ、ラシン・パリ |
| 1994-95(Gr.B) | エピナル☆           | ルアン＝キュイゾー☆ | ディジョン         | リヨン・デュシェル、ルーアン、ポー、ヴァロリス                                                                                       |
| 1995-96(Gr.A) | ブリオシャン☆       | トロワ☆             | ヴァランシエンヌ   | ヴァランシエンヌ、ラ・ロッシュ、アグノー、ルーベ                                                                                     |
| 1995-96(Gr.B) | トゥーロン☆         | ボーヴェ☆           | アングレーム       | ミュレ、ブリヴ |
| 1996-97(Gr.A) | ワスケアル☆         | アンジェ            | パリFC             | ディジョン、ダンケルク、カンペール、ブザンソン、エヴリー、アヴランシュ、ブレスト、フェカン、シャテルロー、シェルブール               |
| 1996-97(Gr.B) | ニーム☆             | ガゼレク            | ポワティエ         | セト、ヴィトロール、イルルッス、アレス、トレリサック、サン＝プリエスト、ロデーズ、スタッド・モントワ、オーベルヴィリエ、グルノーブル |
| 1997-98       | アジャクシオ☆       | スダン☆             | クレテイユ         | ポワティエ、トゥール、サン＝ルー、エピナル、シャルルヴィル、ブールジュ                                                               |
| 1998-99       | ルアン＝キュイゾー☆ | クレテイユ☆         | ガゼレク           | ミュルーズ、サン＝モール、アングレーム、サン＝プリエスト、トゥーロン                                                                 |
| 1999-2000     | ボーヴェ☆           | マルティーグ☆       | アンジェ☆          | パリFC、エヴリー、フレジュス、ラオン                                                                                                 |
| 2000-01       | グルノーブル☆       | アミアン☆           | イストル☆          | ガゼレク、ヴァランシエンヌ、パシィ、トゥアール、レッドスター                                                                         |
| 2001-02       | クレルモン☆         | スタッド・ランス☆   | ヴァランス☆        | ラシン・パリ、ブローニュ、サン＝モール、ノアジー＝ル＝セック、カレー                                                                 |
| 2002-03       | ブザンソン☆         | アンジェ☆           | ルーアン☆          | マルティーグ、アレス、トレリサック、ヴィリー＝シャティヨン、ラ・ロッシュ、ボーケール                                                 |
| 2003-04       | スタッド・ランス☆   | ブレスト☆           | ディジョン☆        | ルアン＝キュイゾー、アングレーム、ブール＝ペロナ、ボーヴェ                                                                           |
| 2004-05       | ヴァランシエンヌ☆   | ヴァランス          | セト☆              | ヴァランス、ラシン・パリ、ブザンソン、ワスケアル、ルーアン、ロワ                                                                     |
| 2005-06       | ニオール☆           | トゥール☆           | リブルヌ☆          | バイヨンヌ、クロワ・ドゥ・サヴォワ、ムーラン、ガゼレク                                                                               |
| 2006-07       | クレルモン☆         | ブローニュ☆         | アンジェ☆          | トゥーロン、ラオン、シャテルロー、イェウール                                                                                         |
| 2007-08       | ヴァンヌ☆           | トゥール☆           | ニーム☆            | ポー、ヴィルモンブル、マルティーグ、ロモランタン                                                                                     |
| 2008-09       | イストル☆           | ラヴァル☆           | アルル☆            | ニオール、カレー、サン＝グラシアン、シェルブール                                                                                     |
| 2009-10       | エヴィアン☆         | スタッド・ランス☆   | トロワ☆            | ムーラン、イェール、カシス・カルノー、ルアン＝キュイゾー                                                                             |
| 2010-11       | バスティア☆         | アミアン☆           | ギャンガン☆        | ロデーズ、プラベネック、アルフォールヴィル、グーニョン、ストラスブール、ギャップ、パシィ、カンヌ                                     |
| 2011-12       | ニーム☆             | ニオール☆           | ガゼレク☆          | ボーヴェ、マルティーグ、ブザンソン、バイヨンヌ                                                                                       |
| 2012-13       | クレテイユ☆         | メス☆               | CAバスティア☆      | エピナル、シェルブール、クヴィイー、ルーアン                                                                                         |
| 2013-14       | オルレアン☆         | リュゼナック        | ガゼレク☆          | リュゼナック、カルクフー、ヴァンヌ、ユゼス                                                                                           |
| 2014-15       | レッドスター☆       | パリFC☆             | ブール＝ペロナ☆    | ル・ポワレ＝シュル＝ヴィ、コロミエ、イストル                                                                                         |
| 2015-16       | ストラスブール☆     | オルレアン☆         | アミアン☆          | リュソン、コルマール、フレジュス |
| 2016-17       | シャトールー☆       | クヴィイー☆         | パリFC☆            | エピナル、CAバスティア、スダン、ベルフォール                                                                                         |
| 2017-18       | レッドスター☆       | ベズィエ☆           | グルノーブル☆      | レ＝ゼルビエ、マルセイユ・コンソラ、クレテイユ                                                                                       |
| 2018-19       | ロデーズ☆           | シャンブリー☆       | ル・マン☆          | トゥール、マリニャーヌ、サン＝グラシアン、ドランシー                                                                                 |
| 2019-20       | ポー☆               | ダンケルク☆         | ブローニュ         | ル・ピュイ、ベズィエ、ガゼレク、トゥーロン                                                                                           |
| 2020-21       | バスティア☆         | クヴィイー☆         | ヴィルフランシュ   | リヨン・デュシェル |
| 2021-22       | ラヴァル☆           | アヌシー☆           | ヴィルフランシュ   | セト、シャンブリー、ブローニュ、クレテイユ                                                                                           |
| 2022-23       | コンカルノー☆       | ダンケルク☆         | レッドスター       | スダン、ブール＝ペロナ、ブリオシャン、ル・ピュイ、アトレティコ・パリ、ボルゴ                                                         |
| 2023-24       | レッドスター☆       | マルティーグ☆       | ニオール           | ニオール、GOAL、アヴランシュ、マリニャーヌ、エピナル、ショレ                                                                         |

1. ^ASOAヴァランスは2位でリーグ・ドゥ昇格の権利を得たものの130万ユーロの負債を抱えて経営破綻した結果DNCG（経営管理総局）よりローヌ＝アルプ地域リーグDH(6部)への降格を言い渡された。またこの昇格が取り消されたためフランス全国選手権に降格予定だったクレルモン・フットはリーグ・ドゥ残留となった。
2. ^財政面の悪化により一度は降格を命じられたRCストラスブールが、これを不服として上告した末、リーグ残留を認められたため変則的に21チームで行われた。このため、シーズン終了後の降格チーム数が下位5チームとなった。
3. ^2013-14シーズンからチーム数が20から18に変更されることに伴い、下位3チームが降格となった。また、5位のFCルーアン、リーグ・ドゥからの降格チームであるル・マンFCとCSスダンの3チームが財政上の理由により降格処分となった。
4. ^リュゼナックAPは2位でリーグ・ドゥ昇格の権利を得たもののホームスタジアムの規定基準を満たす事ができずDNCG（経営管理総局）より昇格差し止めを命じられた。クラブはこれを不服として争ったものの既に新シーズンは始まっていてリュゼナックAPはどのリーグにも所属する事ができない状態となった。最終的にはリュゼナックAPは2014−15シーズンはミディ＝ピレネー地域リーグDHR(7部)に参加することになった。